# Santa Maria del Molise
Santa Maria del Molise es una localidad y comune italiana de la provincia de Isernia, región de Molise, con 653 habitantes.

## Evolución demográfica
| Gráfica de evolución demográfica de Santa Maria del Molise entre 1861 y 2001 |
|                                                                              |
| Fuente ISTAT - elaboración gráfica de Wikipedia                              |